# 弗雷德·阿普頓
弗雷德·阿普頓（Fred Upton；1953年4月23日—），美國共和党前资深联邦众议员。他自1987年开始担任密歇根州第4国会選區議員，1993年以来该选区被重划为第6选区；该选区南邻印第安纳州、西邻密歇根湖，是密歇根州最西南的国会选区。
阿普顿曾任众议院能源和商业委员会主席，并且在后奥巴马医保时期的美国医保立法议程中发挥重要作用。作为一名温和派共和党人，他在堕胎、枪支管控、同性婚姻、氣候變遷等社会议题上持有与共和党主流相悖的立场，并且投票支持民主党总统乔·拜登任内通过的《基础设施投资和就业法》、《尊重婚姻法案》等。
2022年4月，阿普顿宣布自己将在第117届国会结束时退休，结束自己36年的议员生涯。他是美国历史上唯一一位弹劾过两位总统的议员：1998年针对比尔·克林顿的弹劾、2021年与其他9位共和党议员支持针对唐纳德·特朗普的第二次弹劾。
2024年10月24日，阿普顿宣佈支持賀錦麗競選2024年美國總統選舉，理由是他不支持特朗普在国会山骚乱的所作所為。